# Terms of trade
Terms of trade (TOT, z ang. warunki wymiany) – relatywne ceny dóbr eksportowanych do importowanych (w danym państwie), określane warunkami wymiany międzynarodowej. TOT może być cenowe (nominalne) lub ilościowe (realne). Wskaźnik ten pokazuje zmiany siły nabywczej eksportu w stosunku do importu poszczególnych państw.
Zmiany tego wskaźnika przedstawiają kształtowanie się korzyści państw prowadzących wymianę. Poprawa TOT następuje gdy ceny dóbr eksportowanych w okresie danego roku rosną szybciej niż ceny dóbr importowanych. Oznacza to, że dane państwo zapłaci mniej za produkty importowane, innymi słowy musi mniej ‘wyeksportować’, aby zrównoważyć bilans handlowy. Jeżeli sytuacja jest odwrotna – relacja jest odwrotna – za eksport można kupić mniej.
Na kształtowanie się wskaźnika terms of trade decydujący wpływ mają ceny na rynkach światowych.
W opracowaniach statystycznych Głównego Urzędu Statystycznego wykorzystuje się poniższy wzór:
Tworzenie wskaźnika terms of trade w danym państwie łączy się z działaniem określonych determinantów takich jak:
- wahania cen globalnych,
- zróżnicowanie walorów użytkowych towarów takich jak surowce czy artykuły rolne,
- zróżnicowane formułowanie popytu i podaży dóbr wystandaryzowanych[2]

{\displaystyle TT=le/li,}
gdzie:
{\displaystyle TT} – wskaźnik „terms of trade”,
{\displaystyle Ie} – wskaźnik cen eksportu,
{\displaystyle Ii} – wskaźnik cen importu.

## Cenoweterms of trade
Jest to innymi słowy stosunek zmian cen dewizowych w eksporcie do zmiany cen dewizowych w imporcie, który może być określany zarówno przy stałej, jak i zmiennej strukturze rzeczowej handlu międzynarodowego.
1. Przy stałej strukturze handlu międzynarodowego:
{\displaystyle T_{c}^{0}={\frac {D_{t}^{Ex}\,Q_{0}^{Ex}}{D_{0}^{Ex}\,Q_{0}^{Ex}}}\left/{\frac {D_{t}^{Im}\,Q_{0}^{Im}}{D_{0}^{Im}\,Q_{0}^{Im}}}\right.,}
gdzie:
{\displaystyle 0} – okres podstawowy,
{\displaystyle t} – okres badany,
{\displaystyle D^{Ex}} – ceny towarów i usług eksportowanych (na rynku międzynarodowym),
{\displaystyle D^{Im}} – ceny towarów i usług importowanych (na rynku międzynarodowym),
{\displaystyle Q^{Ex}} – wolumen eksportu,
{\displaystyle Q^{Im}} – wolumen importu.
2. Przy zmiennej strukturze handlu międzynarodowego:
{\displaystyle T_{c}^{t}={\frac {D_{t}^{Ex}\,Q_{t}^{Ex}}{D_{0}^{Ex}\,Q_{t}^{Ex}}}\left/{\frac {D_{t}^{Im}\,Q_{t}^{Im}}{D_{0}^{Im}\,Q_{t}^{Im}}}\right.,}
gdzie:
{\displaystyle 0} – okres podstawowy,
{\displaystyle t} – okres badany,
{\displaystyle D^{Ex}} – ceny towarów i usług eksportowanych (na rynku międzynarodowym),
{\displaystyle D^{Im}} – ceny towarów i usług importowanych (na rynku międzynarodowym),
{\displaystyle Q^{Ex}} – wolumen eksportu,
{\displaystyle Q^{Im}} – wolumen importu.
Jeżeli któryś z powyższych wskaźników jest większy od 1 – oznacza to, że zmiany cen dewizowych w handlu międzynarodowym działają pozytywnie na bilans towarów i usług. Tym samym oddziaływają również pozytywnie na dochód narodowy. Cenowe TOT mniejsze od 1 – przynosi odwrotne efekty.

## Czynnikoweterms of trade
Czynnikowe TOT może być również ustalane przy zmiennej, jak i stałej strukturze rzeczowej handlu międzynarodowego.
1. Przy stałej strukturze handlu międzynarodowego:
{\displaystyle T_{dcz}^{0}=\left({\frac {D_{t}^{Ex}\,Q_{0}^{Ex}}{D_{0}^{Ex}\,Q_{0}^{Ex}}}\left/{\frac {D_{t}^{Im}\,Q_{0}^{Im}}{D_{0}^{Im}\,Q_{0}^{Im}}}\right.\right)\left({\frac {K_{t}^{Im}\,Q_{0}^{Im}}{K_{0}^{Im}\,Q_{0}^{Im}}}\left/{\frac {K_{t}^{Ex}\,Q_{0}^{Ex}}{K_{0}^{Ex}\,Q_{0}^{Ex}}}\right.\right),}
gdzie:
{\displaystyle 0} – okres podstawowy,
{\displaystyle t} – okres badany,
{\displaystyle D^{Ex}} – ceny towarów i usług eksportowanych (na rynku międzynarodowym),
{\displaystyle D^{Im}} – ceny towarów i usług importowanych (na rynku międzynarodowym),
{\displaystyle Q^{Ex}} – wolumen eksportu,
{\displaystyle Q^{Im}} – wolumen importu,
{\displaystyle K^{Ex}} – wskaźnik cen krajowych towarów i usług eksportowanych,
{\displaystyle K^{Im}} – wskaźnik cen krajowych towarów i usług importowanych.
2. Przy zmiennej strukturze handlu międzynarodowego:
{\displaystyle T_{dcz}^{t}=\left({\frac {D_{t}^{Ex}\,Q_{t}^{Ex}}{D_{0}^{Ex}\,Q_{t}^{Ex}}}\left/{\frac {D_{t}^{Im}\,Q_{t}^{Im}}{D_{0}^{Im}\,Q_{t}^{Im}}}\right.\right)\left({\frac {K_{t}^{Im}\,Q_{t}^{Im}}{K_{0}^{Im}\,Q_{t}^{Im}}}\left/{\frac {K_{t}^{Ex}\,Q_{t}^{Ex}}{K_{0}^{Ex}\,Q_{t}^{Ex}}}\right.\right),}
gdzie:
{\displaystyle 0} – okres podstawowy,
{\displaystyle t} – okres badany,
{\displaystyle D^{Ex}} – ceny towarów i usług eksportowanych (na rynku międzynarodowym),
{\displaystyle D^{Im}} – ceny towarów i usług importowanych (na rynku międzynarodowym),
{\displaystyle Q^{Ex}} – wolumen eksportu,
{\displaystyle Q^{Im}} – wolumen importu,
{\displaystyle K^{Ex}} – wskaźnik cen krajowych towarów i usług eksportowanych,
{\displaystyle K^{Im}} – wskaźnik cen krajowych towarów i usług importowanych.
Podobnie jak przy cenowych TOT – wskaźnik większy od 1 oznacza pozytywne efekty, natomiast mniejszy od 1 – negatywne.